# Euthalia narayana
Euthalia narayana är en fjärilsart som beskrevs av Smith och Kirby 1891. Euthalia narayana ingår i släktet Euthalia och familjen praktfjärilar. Inga underarter finns listade i Catalogue of Life.